# Australian Open januari 1977
De 65e editie van het Australische grandslamtoernooi, het Australian Open 1977, werd gehouden van 3 tot en met 9 januari 1977. Voor de vrouwen was het de 51e editie. Het werd op de Kooyong Lawn Tennis Club te Melbourne gespeeld.
Doordat de organisatoren in de loop van 1977 beslisten dat het toernooi voortaan aan het eind van het kalenderjaar zou worden gehouden, werd later in het jaar – in december – nog een Australian Open gespeeld.

## Belangrijkste uitslagen
Mannenenkelspel

Finale: Roscoe Tanner (VS) won van Guillermo Vilas (Argentinië) met 6–3, 6–3, 6–3
Vrouwenenkelspel

Finale: Kerry Reid (Australië) won van Dianne Fromholtz (Australië) met 7–5, 6–2
Mannendubbelspel

Finale: Arthur Ashe (VS) en Tony Roche (Australië) wonnen van Charlie Pasarell (VS) en Erik van Dillen (VS) met 6–4, 6–4
Vrouwendubbelspel

Finale: Dianne Fromholtz (Australië) en Helen Gourlay (Australië) wonnen van Betsy Nagelsen (VS) en Kerry Reid (Australië) met 5-7, 6-1, 7-5
Gemengd dubbelspel

niet gespeeld tussen 1970 en 1986
Meisjesenkelspel

Finale: Pamela Bailey (Australië) won van Amanda Tobin (Australië) met 6-2, 6-3 
Meisjesdubbelspel

Winnaressen: Keryn Pratt (Australië) en Amanda Tobin (Australië) 
Jongensenkelspel

Finale: Brad Drewett (Australië) won van Tim Wilkison (VS) met 6-4, 7-6 
Jongensdubbelspel

Winnaars: Phil Davies (Australië) en Peter Smylie (Australië) 
1905 · 1906 · 1907 · 1908 · 1909 · 1910 · 1911 · 1912 · 1913 · 1914 · 1915 · 1916–1918 · 1919 · 1920 · 1921 · 1922 · 1923 · 1924 · 1925 · 1926 · 1927 · 1928 · 1929 · 1930 · 1931 · 1932 · 1933 · 1934 · 1935 · 1936 · 1937 · 1938 · 1939 · 1940 · 1941–1945 · 1946 · 1947 · 1948 · 1949 · 1950 · 1951 · 1952 · 1953 · 1954 · 1955 · 1956 · 1957 · 1958 · 1959 · 1960 · 1961 · 1962 · 1963 · 1964 · 1965 · 1966 · 1967 · 1968
↓ open tijdperk ↓
1969 (m-v-md-vd-gd) · 1970 (m-v-md-vd) · 1971 (m-v-md-vd) · 1972 (m-v-md-vd) · 1973 (m-v-md-vd) · 1974 (m-v-md-vd) · 1975 (m-v-md-vd) · 1976 (m-v-md-vd) · jan 1977 (m-v-md-vd) · dec 1977 (m-v-md-vd) · 1978 (m-v-md-vd) · 1979 (m-v-md-vd) · 1980 (m-v-md-vd) · 1981 (m-v-md-vd) · 1982 (m-v-md-vd) · 1983 (m-v-md-vd) · 1984 (m-v-md-vd) · 1985 (m-v-md-vd) · 1986 · 1987 (m-v-md-vd-gd) · 1988 (m-v-md-vd-gd) · 1989 (m-v-md-vd-gd) · 1990 (m-v-md-vd-gd) · 1991 (m-v-md-vd-gd) · 1992 (m-v-md-vd-gd) · 1993 (m-v-md-vd-gd) · 1994 (m-v-md-vd-gd) · 1995 (m-v-md-vd-gd) · 1996 (m-v-md-vd-gd) · 1997 (m-v-md-vd-gd) · 1998 (m-v-md-vd-gd) · 1999 (m-v-md-vd-gd) · 2000 (m-v-md-vd-gd) · 2001 (m-v-md-vd-gd) · 2002 (m-v-md-vd-gd) · 2003 (m-v-md-vd-gd) · 2004 (m-v-md-vd-gd) · 2005 (m-v-md-vd-gd) · 2006 (m-v-md-vd-gd) · 2007 (m-v-md-vd-gd) · 2008 (m-v-md-vd-gd) · 2009 (m-v-md-vd-gd) · 2010 (m-v-md-vd-gd) · 2011 (m-v-md-vd-gd) · 2012 (m-v-md-vd-gd) · 2013 (m-v-md-vd-gd) · 2014 (m-v-md-vd-gd) · 2015 (m-v-md-vd-gd) · 2016 (m-v-md-vd-gd) · 2017 (m-v-md-vd-gd) · 2018 (m-v-md-vd-gd) · 2019 (m-v-md-vd-gd)  · 2020 (m-v-md-vd-gd) · 2021 (m-v-md-vd-gd) · 2022 (m-v-md-vd-gd) · 2023 (m-v-md-vd-gd) · 2024 (m-v-md-vd-gd) · 2025 (m-v-md-vd-gd)
Lijst van Australian Openwinnaars